# Список озёр Австралии
Ниже представлен список озёр (в некоторых случаях также лагун, которые местной географией обычно причисляются к озёрам) Австралии. В этой стране естественных пресных озёр сравнительно мало в связи с засушливым климатом (в список также включены несколько наиболее известных высохших озёр), почти полным отсутствием ледников и тектонической активности. Тем не менее в Австралии довольно много водохранилищ, но они в данный список не включены, см. Список плотин и водохранилищ Австралии.
Большинство озёр Австралии делятся на пять типов:
1. Прибрежные озёра и лагуны, в том числе perched lakes.
2. Внутренние озёра, находящиеся на значительном удалении от океанов. Зачастую они являются пересыхающими.
3. Главный Хребет содержит пять ледниковых озёр континентальной Австралии[1]. На острове Тасмания имеется много небольших ледниковых озёр на Центральном плато, значительная часть из которых были расширены, углублены и переделаны для гидроэнергетических нужд.
4. Пересыхающие минеральные бессточные озёра в плоской пустынной части континента (аутбэке).
5. Озёра, образовавшиеся в остатках вулканических кратеров.

## Список
Сортировка по умолчанию — по алфавиту. Также любой столбец можно отсортировать по алфавиту (по убыванию-возрастанию), нажав на заглавие столбца.

### Австралийская столичная территория
В регионе нет ни одного сколь-нибудь заметного естественного озера, хотя присутствует ряд крупных водохранилищ: например, Берли-Гриффин, Джинниндерра, Таггеранонг и др.

### Виктория
| Название          | Тип                                   | Местоположение | Площадь, км² | Глубина (сред./макс.), м | Фото | Комментарии, ссылки |
| ----------------- | ------------------------------------- | -------------- | ------------ | ------------------------ | ---- | --- |
| Албакутья         | Пресное, пересыхающее                 | Уиммера        | 55           | ? / 8                    |      | Озеро наполняется водой и пересыхает в 20-летнем цикле (бывает высохшим до 27 лет подряд). |
| Виктория          | Минеральное, прибрежное               | П-ов Белларин  | 1,3          | ? / ?                    |      | |
| Гиппсленд         | Сеть прибрежных озёр, лагун и маршей  | Гиппсленд      | 354—600      | ? / ?                    |      | Часть озёр являются «прибрежным парком» и «национальным парком». Озёра являются домом для более чем 1 % мировой популяции чёрного лебедя, каштанового чирка и лопастной утки. Единственное озеро Австралии, в котором обитают дельфины (около полусотни Tursiops australis). |
| Корангамайт       | Гиперсолёное, бессточное              | Западные Озёра | 170          | 5 / 7                    |      | Самое большое солёное непересыхающее озеро Австралии. В 2005 г. в озере был найден военный самолёт Wirraway A20-405, пропавший 62 года назад. |
| Мартнэгхарт-Лагун | Минеральное пересыхающее озеро-болото | П-ов Белларин  | 0,81         | ? / ?                    |      | |
| Пинк              | Минеральное                           | Уиммера        | 0,45         | ? / ?                    |      | Озеро имеет розовый цвет, вызванный большим кол-вом бактерий вида Salinibacter ruber. |
| Тали-Карнг        | Пресное                               | Альпы Виктории | 0,15         | ? / 51                   |      | |
| Хиндмарш          | Пресное, пересыхающее                 | Уиммера        | 135          | 3,4 / 3,7                |      | С 2000 по 2011 гг. озеро было пересохшим. |

### Западная Австралия
Основная статья — Списки озёр Западной Австралии.
| Название       | Тип                                                    | Местоположение                                                                               | Площадь, км² | Глубина (сред./макс.), м | Фото | Комментарии, ссылки |
| -------------- | ------------------------------------------------------ | -------------------------------------------------------------------------------------------- | ------------ | ------------------------ | ---- | --- |
| Аннин          | Минеральное                                            | Средний Запад                                                                                | 120          | ? / ?                    |      | |
| Баллард        | Минеральное, пересыхающее                              | Голдфилдс-Эсперанс                                                                           | 49           | ? / ?                    |      | На дне озера с 2003 г. стоит 51 скульптура Энтони Гормли. |
| Барли          | Минеральное, прерывающееся                             | Пшеничный Пояс                                                                               | 1980         | ? / ?                    |      | |
| Бундеру        | Пресное, пересыхающее                                  | Голдфилдс-Эсперанс                                                                           | 25           | ? / ?                    |      | |
| Гор            | Пресное, изредка пересыхающее                          | Голдфилдс-Эсперанс                                                                           | 7,1          | 1,4 / 2                  |      | Озеро является домом для более чем 1 % мировой популяции Thinornis cucullatus, Cladorhynchus leucocephalus и австралийской пеганки. |
| Грегори        | Пресное                                                | Кимберли                                                                                     | ≈400         | 1 / 10                   |      | На озере обитают до полумиллиона птиц 67 видов — больше чем на любом другом внутреннем пресном озере Австралии. В том числе здесь живут более 1 % мировой популяции белоглазой утки, серого чирка, розовоухой утки, малого чёрного баклана, австралийского журавля и острохвостого песочника. |
| Дамблеюнг      | Минеральное                                            | Великий Юг                                                                                   | 52           | 2,4 / 4,6                |      | |
| Джаспер        | Пресное                                                | Юго-Запад, нац. парк Д’Антркасто                                                             | 4,5          | 3 / 10                   |      | Озеро имеет минимальное содержание дубильной кислоты среди всех озёр Австралии. |
| Дисаппойнтмент | Минеральное, бессточное                                | Пилбара                                                                                      | 330          | ? / ?                    |      | |
| Йилеринг       | Минеральное, пересыхающее                              | Пшеничный Пояс                                                                               | 1,6          | 1,6 / 2,7                |      | |
| Карнеги        | Минеральное, пересыхающее                              | Голдфилдс-Эсперанс                                                                           | 5714         | ? / ?                    |      | |
| Койрекап       | Минеральное, пересыхающее                              | Великий Юг                                                                                   | 4,53         | ? / 3                    |      | |
| Куириррап      | Минеральное                                            | Великий Юг                                                                                   | 3,8—4,3      | 1 / 2                    |      | |
| Кэри           | Минеральное                                            | Голдфилдс-Эсперанс                                                                           | 750          | ? / ?                    |      | |
| Маджента       | Минеральное, пересыхающее                              | Пшеничный Пояс                                                                               | 110          | ? / ?                    |      | |
| Маккай         | Минеральное, пересыхающее                              | Граница Северной территории и Западной Австралии; пустыни Большая Песчаная, Гибсона и Танами | 3494—4737    | ? / ?                    |      | |
| Маклеод        | Пресно-солёное, прибрежное                             | Гаскойн                                                                                      | 1500         | 1,5 / ?                  |      | Самое западное озеро Австралии. Является домом для более чем 1 % мировой популяции песочника-красношейки, краснозобика, Cladorhynchus leucocephalus, шилоклювки-красношейки и красношапочного зуйка. |
| Монгер         | Пресное                                                | Перт                                                                                         | 0,7          | ? / ?                    |      | |
| Мьюр           | Пресно-солёное                                         | Юго-Запад                                                                                    | 40           | ? / ?                    |      | Солоноватое весной, солёное летом, высохшее осенью, пресное зимой. |
| Наниджап       | Минеральное, пересыхающее                              | Великий Юг                                                                                   | 0,76         | ? / 4,4                  |      | До 1960-х годов озеро было пресным. |
| Остин          | Минеральное, пересыхающее                              | Средний Запад                                                                                | 980          | ? / ?                    |      | |
| Паркейерринг   | Минеральное, пересыхающее                              | Пшеничный Пояс                                                                               | 3,22         | 0,86 / ?                 |      | |
| Пинк           | Минеральное                                            | Голдфилдс-Эсперанс                                                                           | 9,9          | ? / ?                    |      | Исторически озеро имело воду розового цвета, что было вызвано большой концентрацией водоросли дуналиелла солоноводная и бактерий Halobacterium salinarum. Однако с 2006 г. вода здесь обычного цвета, что разочаровывает туристов, поэтому предлагается либо переименовать озеро в историческое название Спенсер, либо изменить его солёность, чтобы оно снова стало розовым. Озеро является домом для более чем 1 % мировой популяции Cladorhynchus leucocephalus. |
| Ричмонд        | Пресное                                                | Г. Рокингем                                                                                  | 0,4          | ? / 15                   |      | До 1960-х годов озеро было солоноватым. |
| Сеппингс       | Пресное                                                | Г. Албани                                                                                    | 0,171        | ? / ?                    |      | . |
| Серпентайн     | Цепь минеральных озёр                                  | Граница Южной Австралии и Западной Австралии, заповедник Мамунгари                           | 97           | ? / ?                    |      | |
| Тетис          | Минеральное, прибрежное, бессточное                    | Средний Запад                                                                                | 0,066        | 2 / ?                    |      | По берегам озера находятся множество живых морских строматолитов, причём располагаются они необычным столбчатым разветвлением. |
| Томсонс        | Пресное                                                | Кокбёрн                                                                                      | 5,38         | ? / ?                    |      | |
| Тулибин        | Пересыхающее сезонное пресно-солёное, заболоченный лес | Пшеничный Пояс                                                                               | 3            | ? / 2                    |      | |
| Уорден         | Минеральное                                            | Голдфилдс-Эсперанс                                                                           | 5,9          | 2 / ?                    |      | |
| Уэй            | Минеральное, высохшее                                  | Средний Запад                                                                                | 460          | ? / ?                    |      | Озеро было наполнено водой лишь в 1900, 1942, 1963, 1992—2001 и 2006 гг. |
| Уэйджин        | Минеральное, пересыхающее                              | Пшеничный Пояс                                                                               | 0,46—0,63    | ? / ?                    |      | |
| Уэллс          | Минеральное, пересыхающее                              | Голдфилдс-Эсперанс                                                                           | 1895         | ? / ?                    |      | |
| Форрестдейл    | Солоноватое                                            | Армадейл                                                                                     | 2,2—2,45     | 0,2 / 0,5                |      | |
| Хердсмен       | Пресное                                                | Перт                                                                                         | 3            | ? / ?                    |      | |
| Хиллиер        | Минеральное                                            | Голдфилдс-Эсперанс, о-в Мидл                                                                 | 0,15         | ? / ?                    |      | Вода в озере розового цвета, что вызвано большим количеством водоросли вида дуналиелла солоноводная, а также бактерий Salinibacter ruber и Dechloromonas aromatica. |
| Хопкинс        | Минеральное, пересыхающее                              | Граница Северной территории и Западной Австралии                                             | ≈1000        | ? / ?                    |      | |
| Чинокап        | Минеральное                                            | Великий Юг                                                                                   | 31           | ? / ?                    |      | |
| Эвлямартап     | Минеральное, пересыхающее                              | Великий Юг                                                                                   | 0,88—1       | ? / ?                    |      | Несколько десятилетий назад озеро было пресным, ныне оно в три раза солонее океана. |
| Энгов          | Пресное                                                | Великий Юг                                                                                   | 0,33         | ? / ?                    |      | |

См. также Водно-болотные угодья Перта.

### Квинсленд
| Название  | Тип                              | Местоположение                                                       | Площадь, км² | Глубина (сред./макс.), м | Фото | Комментарии, ссылки |
| --------- | -------------------------------- | -------------------------------------------------------------------- | ------------ | ------------------------ | ---- | --- |
| Баррин    | Кратерное                        | Плато Атертон, нац. парк Кратер-Лейкс, Дальний Север Квинсленда      | ≈0,8         | 35 / 65                  |      | |
| Блю       | Лагуна                           | О-в Норт-Страдброк, Золотой Берег, Юго-Восточный Квинсленд           | 0,073        | 4,2 / 10                 |      | |
| Буханан   | Минеральное                      | Северный Квинсленд                                                   | 40           | ? / менее 2              |      | |
| Вейба     | Минеральное                      | Солнечный Берег, Юго-Восточный Квинсленд                             | 9,6          | ? / ?                    |      | |
| Галили    | Минеральное                      | Баркалдайн, Центрально-Западный Квинсленд                            | 257,89       | ? / менее 2              |      | Озеро является домом для более чем 1 % мировой популяции крапчатой утки и серого чирка. |
| Ичем      | Кратерное                        | Плато Атертон, нац. парк Кратер-Лейкс, Дальний Север Квинсленда      | 0,52         | 38 / 65,5                |      | |
| Кутараба  | Прибрежное                       | Солнечный Берег, нац. парк Большой Песчаный, Юго-Восточный Квинсленд | ≈30          | 1,5 / ?                  |      | |
| Маккензи  | Perched                          | О-в Фрейзер, нац. парк Большой Песчаный, Фрейзер-Кост                | 1,5          | 6,6 / ?                  |      | Вода озера настолько чиста, что в нём почти нет жизни. |
| Уабби     | Perched                          | О-в Фрейзер, нац. парк Большой Песчаный, Фрейзер-Кост                | ≈0,07        | ? / 12                   |      | Вода в озере ярко-зелёного цвета. |
| Юраму     | Кратерное                        | Тейбллендс, Дальний Север Квинсленда                                 | ?            | 16 / 20                  |      | |
| Ямма-Ямма | Пресно-минеральное, пересыхающее | Страна Каналов, р. Купер-Крик                                        | 690          | ? / ?                    |      | При большом заполнении водой озеро пресное, затем начинает солонеть по мере высыхания. Озеро является домом для более чем 1 % мировой популяции розовоногой древесной утки, острохвостого песочника и австралийского пеликана. |

### Новый Южный Уэльс
| Название             | Тип                                         | Местоположение                   | Площадь, км² | Глубина (сред./макс.), м | Фото | Комментарии, ссылки |
| -------------------- | ------------------------------------------- | -------------------------------- | ------------ | ------------------------ | ---- | --- |
| Авока                | Лагуна                                      | Центральное побережье            | 0,7          | 0,4 / ?                  |      | |
| Албина               | Ледниковое                                  | Снежные горы, нац. парк Косцюшко | 0,0066       |                          |      | Озеро находится в 2,5 км от высочайшей точки Австралии. |
| Батерст              | Пересыхающее                                | Южные плоскогорья                | 2—10         |                          |      | |
| Блю                  | Ледниковое, пересыхающее                    | Снежные горы, нац. парк Косцюшко | 0,16—3,38    | ? / 28                   |      | |
| Будгевои             | Лагуна                                      | Центральное побережье            | 14           |                          |      | Второе по размеру из трёх озёр Таггера. |
| Гленбрук             | Лагуна                                      | Гленбрук, Голубые горы           | 0,07         | 2,7 / 4                  |      | |
| Гленрок              | Лагуна                                      | Ньюкасл, Лейк-Маккуори, Хантер   | 0,1          | 0,3 / ?                  |      | |
| Джордж               | Пересыхающее                                | Южные плоскогорья                | ≈200         | 1 / 7,5                  |      | На берегу озера находится крупнейшая ветряная электростанция штата — «Столичная». |
| Иллаварра            | Лагуна                                      | Иллаварра                        | 35,8         | 2,1 / ?                  |      | |
| Коотапатамба         | Ледниковое                                  | Снежные горы, нац. парк Косцюшко |              | ? / 5                    |      | Самое высокогорное озеро Австралии, расположено в 800 м от высочайшей точки Австралии. |
| Коуэл                | Пересыхающее                                | Центральный Запад                |              |                          |      | |
| Маккуори             | Лагуна                                      | Хантер                           | 110          | 8 / 15                   |      | Крупнейшая лагуна Австралии, одна из крупнейших солёных лагун Южного полушария. Архивная копия от 4 июня 2019 на Wayback Machine                                                                                     |
| Манмора              | Лагуна                                      | Центральное побережье            | 7,8          |                          |      | Самое маленькое из трёх озёр Таггера. |
| Менинди              | Пересыхающие                                | Дальний Запад                    | 1,03—159     | 7 / ?                    |      | Цепь из 13 мелких пересыхающих озёр, соединяющихся с р. Дарлинг. Уровень воды в семи из них регулируется искусственно.                                                                                               |
| Мунго                | Высохшее                                    | Дальний Запад                    | 135          | 10 / 15                  |      | Часть региона Уилландра (см. ниже). Центр одноимённого национального парка. Здесь обнаружены самые древние кремированные человеческие останки на Земле, также озеро примечательно своими геомагнитными отклонениями. |
| Мьялл                | Лагуны                                      | Центрально-Северное побережье    | 58+24+11     |                          |      | Цепь из 3 озёр: Мьялл, Бомба-Бродуотер и Буламбьят. Центр одноимённого национального парка. |
| Пири                 | Пересыхающее                                | Дальний Запад                    | 50,26        | ? / ?                    |      | |
| Сент-Джорджес-Бейзин | «Промежуточный эстуарий», «внутреннее море» | Южное Побережье, Джервис-Бей     | 40,9         | 5,3 / ?                  |      | |
| Смитс                | Лагуна                                      | Центрально-Северное побережье    | 10           | 2,4 / ?                  |      | |
| Таггера              | Лагуна                                      | Центральное побережье            | 54—80,8      | 2,4 / ?                  |      | Крупнейшее из трёх озёр Таггера. |
| Терригал             | Лагуна                                      | Центральное побережье            | 0,29         | 0,5 / ?                  |      | |
| Уамберал             | Лагуна                                      | Центральное побережье            | 0,5          | 1,7 / ?                  |      | |
| Уилландра            | Высохшие                                    | Дальний Запад                    | 2400         |                          |      | 5 больших и 14 малых пересохших озёр, сформировавшиеся более 2 млн лет назад, покрытых солончаковой растительностью.                                                                                                 |
| Уоллис               | Лагуна                                      | Центрально-Северное побережье    | 98,7         | 2,3 / ?                  |      | |

### Северная территория
| Название   | Тип                       | Местоположение                                                                               | Площадь, км² | Глубина (сред./макс.), м | Фото | Комментарии, ссылки                                                                                                 |
| ---------- | ------------------------- | -------------------------------------------------------------------------------------------- | ------------ | ------------------------ | ---- | --- |
| Амадиус    | Минеральное, пересыхающее | Юго-запад территории                                                                         | 1032         | ? / ?                    |      | Озеро содержит ок. 600 млн тонн соли, но её добыча не ведётся в связи с огромной удалённостью озера от цивилизации. |
| Анбангбанг | Биллабонг                 | Север территории, нац. парк Какаду, подле скалы Нурланги                                     | ?            | ? / ?                    |      | |
| Маккай     | Минеральное, пересыхающее | Граница Северной территории и Западной Австралии; пустыни Большая Песчаная, Гибсона и Танами | 3494—4737    | ? / ?                    |      | |
| Нил        | Минеральное, пересыхающее | Юго-запад территории, близ оз. Амадиус                                                       | 300          | ? / ?                    |      | |
| Таррабул   | Пересыхающее              | Плато Баркли                                                                                 | 1186         | ? / ?                    |      | |
| Хопкинс    | Минеральное, пересыхающее | Граница Северной территории и Западной Австралии                                             | ≈1000        | ? / ?                    |      | |

### Тасмания
| Название  | Тип                                        | Местоположение                                                            | Площадь, км² | Глубина (сред./макс.), м | Фото | Комментарии, ссылки              |
| --------- | ------------------------------------------ | ------------------------------------------------------------------------- | ------------ | ------------------------ | ---- | -------------------------------- |
| Беатрис   | Пресное                                    | Западное Побережье                                                        | 0,55         | ? / ?                    |      |                                  |
| Грейт     | Пресное, частично водохранилище            | Центральное Нагорье                                                       | 170—176      | ? / ?                    |      |                                  |
| Дав       | Пресное, каровое                           | Центральное Нагорье, нац. парк Крейдл-Маунтин — Лейк-Сент-Клэр, г. Крейдл | 0,86         | ? / 157                  |      |                                  |
| Далвертон | Пресное, пересыхающее; песчаниковая лагуна | Мидлендс                                                                  | 2,3          | 2 / 3                    |      | С 1993 по 2010 г. было высохшим. |
| Джокс     | Дистрофическая пресная прибрежная лагуна   | Северо-восток Тасмании                                                    | 0,18         | ? / 3                    |      |                                  |
| Дора      | Пресное                                    | Западное Побережье                                                        | 0,48         | ? / ?                    |      |                                  |
| Ориелтон  | Дистрофическая прибрежная лагуна           | Юго-восток Тасмании                                                       | 2,65         | 1,3 / ?                  |      |                                  |
| Сент-Клэр | Пресное                                    | Центральное Нагорье, нац. парк Крейдл-Маунтин — Лейк-Сент-Клэр            | 29—45        | ? / 160—174              |      | Самое глубокое озеро Австралии.  |
| Фланниган | Пресное                                    | О-в Кинг                                                                  | 1,5          | 2 / 9,1                  |      |                                  |

### Южная Австралия
| Название            | Тип                                              | Местоположение                                                     | Площадь, км² | Глубина (сред./макс.), м | Фото | Комментарии, ссылки |
| ------------------- | ------------------------------------------------ | ------------------------------------------------------------------ | ------------ | ------------------------ | ---- | --- |
| Александрина        | Пресное                                          | Муррейлендс, близ устья р. Муррей                                  | 649          | 2,8 / 6                  |      | Поскольку озеро связано узким каналом с океаном, 5 % времени оно бывает солоноватым. О-в Хиндмарш — самый большой остров в мире из тех, что омываются с одной стороны солёной, а с другой пресной водой. Является домом для более чем 1 % мировой популяции куриного гуся, австралийской пеганки, большого баклана и острохвостого песочника. |
| Альберт             | Условно пресное                                  | Муррейлендс, близ устья р. Муррей                                  | 168          | ? / ?                    |      | Уровень воды в озере регулярно критически понижается, и оно становится солёным. Является домом для более чем 1 % мировой популяции куриного гуся, австралийской пеганки, большого баклана и острохвостого песочника. |
| Блю                 | Кратерное, мономиктическое                       | Известняковое Побережье, вул. Гамбиер                              | 0,7          | 72 / 77                  |      | С декабря по март озеро имеет пронзительно-синий цвет. |
| Бонни               | Пресное, прибрежное                              | Известняковое Побережье                                            | 79           | 1,5 / 3                  |      | |
| Бонни               | Пресное                                          | Риверленд                                                          | 16,2         | ? / ?                    |      | |
| Бумбунга            | Минеральное                                      | Центральный Север                                                  | 13,88        | ? / ?                    |      | |
| Волли               | Кратерное, мономиктическое                       | Известняковое Побережье, вул. Гамбиер                              | 0,26         | ? / ?                    |      | |
| Гаррис              | Минеральное, пересыхающее                        | П-ов Эйр, нац. парк Лейк-Гэрднер                                   | ≈300         | ? / ?                    |      | |
| Гиллес              | Минеральное                                      | П-ов Эйр                                                           | ?            | ? / ?                    |      | Является ядром одноимённого заповедника (ранее — нац. парка). |
| Гойдер-Лагун        | Пересыхающее болото                              | Дальний Север Южной Австралии                                      | ?            | ? / ?                    |      | Является домом для более чем 1 % мировой популяции крапчатой утки, чайконосой крачки и королевской колпицы. |
| Гэрднер             | Минеральное, бессточное, пересыхающее            | П-ов Эйр                                                           | ≈6000        | ? / ?                    |      | Является ядром одноимённого нац. парка. |
| Кадибарравирраканна | Минеральное                                      | Дальний Север Южной Австралии, Вумера                              | 60           | ? / ?                    |      | Второй по длине официальный топоним Австралии (19 букв). С языка аборигенов переводится как «танцевавшие звёзды». |
| Каллабонна          | Минеральное                                      | Дальний Север Южной Австралии                                      | 160          | ? / ?                    |      | |
| Кунги               | Система водно-болотных угодий                    | Дальний Север Южной Австралии                                      | 21 790       | ? / ?                    |      | Имеет строго треугольную форму. Является домом для более чем 100 000 австралийских пеликанов. |
| Куронг              | Пресно-солёная лагуна                            | Муррейлендс, близ устья р. Муррей                                  | ?            | ? / ?                    |      | |
| Серпентайн          | Цепь минеральных озёр                            | Граница Южной Австралии и Западной Австралии, заповедник Мамунгари | 97           | ? / ?                    |      | |
| Сигалл              | Минеральное, пересыхающее, прибрежное            | П-ов Эйр                                                           | 0,88         | ? / ?                    |      | |
| Слифорд-Мир         | Минеральное                                      | П-ов Эйр, п-ов Жюссьё                                              | 7,07         | 0,6 / 0,9                |      | Является ядром одноимённого заповедника (бывшего нац. парка). |
| Торренс             | Минеральное, бессточное, пересыхающее            | Хр. Флиндерс                                                       | 3500—5745    | 0,5 / 1                  |      | Является ядром одноимённого нац. парка. Является домом для более чем 1 % мировой популяции красношапочного зуйка и для примерно 100 000 австралийских куликов-длинноногов. |
| Уотерволли          | Система водно-болотных угодий, пресные и солёные | Муррей-и-Малли и Известняковое Побережье                           | 56,6         | ? / ?                    |      | Является домом для более чем 1 % мировой популяции острохвостого песочника. |
| Фром                | Минеральное, бессточное, пересыхающее            | Хр. Флиндерс                                                       | 2596         | ? / 0,5                  |      | |
| Хоуп                | Минеральное, пересыхающее                        | Дальний Север Южной Австралии, Кунги                               | 36           | ? / ?                    |      | |
| Эйр                 | Минеральное, бессточное, пересыхающее            | Дальний Север Южной Австралии                                      | 9500         | 1,5 / 4-6                |      | Низшая точка Австралии (-15 м). Крупнейшее озеро Австралии по площади (примерно раз в десять лет при максимальном заполнении). Во время сильных наводнений является домом для 80 % австралийских пеликанов континента (как они узнают о заполнении водоёма за сотни километров, учёным пока неизвестно). С 2012 г. официально называется «Кати-Танда — Эйр». Место нескольких автомобильных скоростных рекордов, в частности, здесь в 1964 г. Дональд Кэмпбелл на автомобиле Bluebird-Proteus CN7 развил скорость 690 км/ч (рекорд держался до 2001 г.) |

## Австралийская антарктическая территория
На территории Антарктиды, на которую претендует Австралия, находятся девять более или менее изученных озёр. Все они расположены на Земле Принцессы Елизаветы; ни точная площадь, ни глубина ни одного из них неизвестна.
- Браунштеффер[англ.][13]
- Веретено[англ.][14]
- Дингл[англ.][15]
- Звезда[16][17]
- Клаб[англ.][18]
- Коллерсон[англ.][19]
- Крокватнет[англ.][20]
- Стейшен-Тарн[англ.][21]
- Стинир[англ.][22]